# Erdelbach
Der Erdelbach ist ein 2,9 Kilometer langer linksseitiger Zufluss der Werse in Münster/Westfalen. 

## Verlauf
Der Bachlauf beginnt in Hiltrup-Ost an einem Graben am Rande des Waldgebiets Großer Lodden und fließt zunächst in südliche und dann in östliche Richtung durch Wald und Felder. Der Bach fließt bei Haus Maser entlang, nimmt von links den Bachlauf Heeremanns Graben auf, unterquert den Albersloher Weg und mündet bei Angelmodde-Dorf in die Werse. 

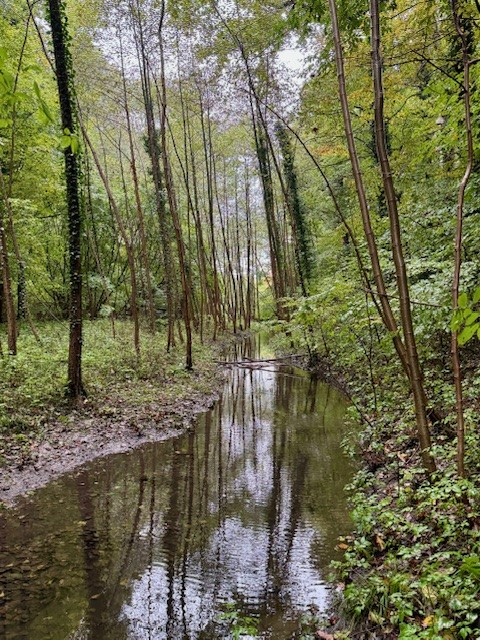
In einem Waldstück am Oberlauf.
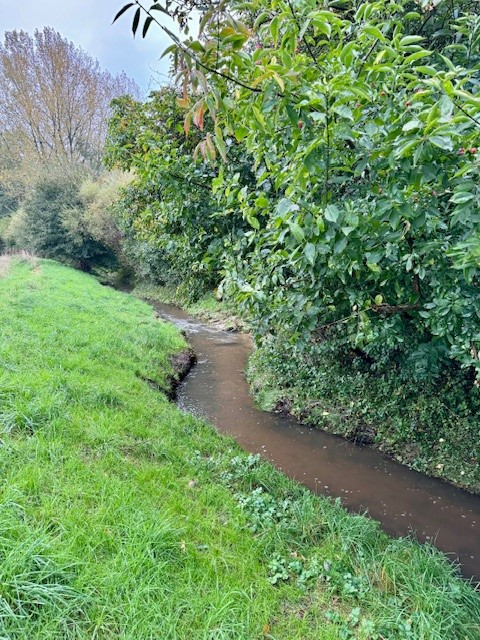
Unterlauf kurz vor der Mündung in die Werse.

Der Erdelbach wird über weite Strecken von einem unbefestigten Radweg begleitet, so dass sein Verlauf gut mit dem Fahrrad erlebbar ist. Im Bereich von Haus Maser stellt der Erdelbach die nördliche Grenze des geplanten Neubaugebiets Hiltrup-Ost dar.